# Municipio de Alcozauca de Guerrero
El municipio de Alcozauca de Guerrero es uno de los 85 municipios que conforman el estado mexicano de Guerrero. La cabecera municipal es Alcozauca de Guerrero.

## Toponimia
El nombre Alcozauca proviene del náhuatl se interpreta como "en el agua amarilla".

El Gran Diccionario Náhuatl indica que la palabra atl significa «agua», y la palabra cozauhqui significa «amarillo».

Cecilio Robelo, en su obra «Sinopsis Toponímica Nahoa» señala que en nombre Acozauhca significa "agua amarilla".

## Historia
En 1636, Alcozauca dependía del obispado de Tlaxcala; posteriormente de Puebla, y al erigirse la diócesis de Chilapa pasó a depender de ella.
El 18 de febrero de 1869 se constituyó como municipio; perteneciendo al distrito de Morelos del recién erigido estado de Guerrero.
En 1944 cedió una porción de su territorio para la formación del municipio de Tlatixtaquila y en 1957 cedió la cuadrilla denominada Plan de Zacatepec al municipio de Tlapa.

### Cronología de Hechos Históricos
- 1814: El 26 de marzo Vicente Guerrero resistió un terrible sitio de 30 días en Xonacatlán, municipio de Alcozauca, donde perdió la vida su fiel compañero Juan del Carmen.
- 1843: Los habitantes de Alcozauca se levantaron en armas por el incumplimiento del gobierno en el otorgamiento de tierras y la reducción de impuestos.
- 1980: Alcozauca fue el primer municipio en ser gobernado por un partido de izquierda en la historia de México con el triunfo del Partido Comunista Mexicano.

## Geografía
El municipio integra la Región de La Montaña, y su altitud oscila entre 900 y 3000 m s. n. m.
Sus coordenadas geográficas extremas son 98°28'27.84" W - 98°12'01.44" W de longitud oeste y 17°10'03.00" N - 17°34'06.24" N de latitud norte.
Alcozauca de Guerrero limita al norte con los municipios de Tlapa de Comonfort, Tlalixtaquilla de Maldonado y el estado de Oaxaca; al este con el estado de Oaxaca; al sur con el estado de Oaxaca y los municipios de Tlacoachistlahuaca y Metlatónoc; y al oeste con los municipios de Metlatónoc, Xalpatláhuac y Tlapa de Comonfort.
Según la clasificación climática de Köppen, el clima corresponde al tipo Aw - Tropical seco.
La totalidad de la superficie del municipio está incluida dentro de la Sierra Madre del Sur.
El recurso hídrico del municipio se basa mayoritariamente en los arroyos Igualita y Ahuejutla y los ríos Alcozauca, Grande, Bravo y Atlacostic.

## Demografía
De acuerdo a los resultados del Censo de Población y Vivienda de 2020 realizado por el Instituto Nacional de Estadística y Geografía, la población total del municipio es de 21 225 habitantes, lo que representa un crecimiento promedio de 1.1% anual en el período 2010-2020 sobre la base de los 18 971 habitantes registrados en el censo anterior. Al año 2020 la densidad del municipio era de 45,17 hab/km².
| Gráfica de evolución demográfica de Municipio de Alcozauca de Guerrero entre 2000 y 2020 |
|                                                                                          |
| Fuente: Instituto Nacional de Estadística Geografía e Informática                        |

El 46.6% de los habitantes eran hombres y el 53.4% eran mujeres. El 61.3% de los habitantes mayores de 15 años (7641 personas) estaba alfabetizado. 

Más del 94% de la población, (20 071 personas), es indígena.
En el año 2010 estaba clasificado como un municipio de grado muy alto de vulnerabilidad social, con el 65.37% de su población en estado de pobreza extrema. Según los datos obtenidos en el censo de 2020, la situación de pobreza extrema afectaba al 59.6% de la población (13 082 personas).

### Localidades
En el censo de 2020 el municipio de Alcozauca de Guerrero contaba con 33 localidades.
| Código INEGI      | Localidad             | Población (2020) |
| ----------------- | --------------------- | ---------------- |
| 120040001         | Alcozauca de Guerrero | 3 115            |
| 120040020         | San Vicente Zoyatlán  | 1 852            |
| 120040017         | Tlahuapa              | 1 617            |
| 120040018         | Xochapa               | 1 536            |
| 120040009         | Cuyuxtlahuac          | 1 471            |
| 120040016         | San Miguel el Grande  | 1 245            |
| 120040011         | Ixcuinatoyac          | 1 197            |
| 120040013         | Melchor Ocampo        | 1 122            |
| 120040012         | Lomazóyatl            | 1 111            |
| 120040004         | Almolonga de Ocampo   | 1 025            |
| Otras localidades | Otras localidades     | 5 934            |
| Total municipal   | Total municipal       | 21 225           |

## Puntos de interés culturales y turísticos
Por su valor arquitectónico, se destacan algunos edificios religiosos como el templo parroquial de Alcozauca (siglo XVI), los templos de Xonacatlán y Ixcuinatoyác; además de construcciones menores como las capillas de Santa Mónica y de la Santa Cruz.
En el área del municipio se han hallado restos arqueológicos en las localidades de Alcozauca, Ixcuinatoyác, San José Lagunas y Amapilón.

## Salud y educación
En 2010 el municipio tenía un total de 15 unidades de atención de la salud, con 25 personas como personal médico. Existían 28 escuelas de nivel preescolar, 33 primarias, 5 secundarias y 31 escuelas primarias indígenas.

## Actividades económicas
Según el número de unidades destinadas a cada sector, las principales actividades económicas del municipio son el comercio minorista, la prestación de servicios de alojamiento temporal y preparación de alimentos y bebidas y, en menor escala, la elaboración de productos manufacturados.